# Хаммарстен, Густаф
Карл Густаф Хаммарстен (швед. Carl Gustaf Hammarsten; род. 2 сентября 1967 года, Стокгольм, лен Стокгольм, Швеция) — шведский актёр театра и кино.

## Биография
Густаф Хаммарстен учился в театральной школе, затем в театральной академии в Стокгольме, которую закончил в 1995 году. Дебют в кино для Густафа состоялся ещё в 1991 году в сериале и затем в 1992 году в фильме «Благие намерения». В 1994 году Хаммарстен выступил в Норрландской опере. Играл роли в Королевском драматическом театре, Городском театре Стокгольма, Городском театре Гётеборга, театре «Ваза», театре «Орион» и др. Кроме того, Густаф выступает на телевидении. 

## Избранная фильмография
| Год  |   | Русское название                  | Оригинальное название           | Роль                  |
| ---- | - | --------------------------------- | ------------------------------- | --------------------- |
| 1991 | с | Благие намерения                  | Den goda viljan                 | Торстен Болин         |
| 1992 | ф | Благие намерения                  | Den goda viljan                 | Торстен Болин         |
| 2000 | с | Вместе                            | Tillsammans                     | Йоран                 |
| 2002 | с | Комиссар Мартин Бек               | Beck                            | Клас Дувандер         |
| 2003 | ф | Капричоза                         | Capricciosa                     | Ульф                  |
| 2003 | ф | Иллюзорные пути                   | Skenbart – en film om tåg       | Гуннар                |
| 2007 | ф | Любить кого-нибудь                | Den man älskar                  | Бьорн                 |
| 2009 | ф | Бруно                             | Brüno                           | Лутц                  |
| 2011 | ф | Девушка с татуировкой дракона     | The Girl with the Dragon Tattoo | молодой Харальд       |
| 2012 | ф | Агент Хамилтон: В интересах нации | Hamilton – I nationens intresse | Мартин Лагербек       |
| 2013 | ф | Преступления страсти              | Mördaren ljuger inte ensam      | Рутгер                |
| 2013 | ф | Стокгольмские истории             | Stockholm Stories               | Фредрик Берг          |
| 2014 | ф | За далёкими морями                | Resan till Fjäderkungens Rike   | отец Йохана (озвучка) |
| 2015 | с | Матушка Гусыня                    | Gåsmamman                       | Броман                |

## Личная жизнь
Густаф Хаммарстен живёт с актрисой Джессикой Лидберг.